# Alim McNeill
Alim McNeill (Raleigh, Carolina del Norte, 11 de mayo de 2000) es un jugador profesional estadounidense de fútbol americano que se desempeña en la posición de defensive tackle en Detroit Lions, equipo de la National Football League (NFL).

## Carrera
Fue seleccionado en la tercera ronda en la Reunión Anual de Selección de Jugadores de la NFL de 2021. Hizo su debut profesional con el equipo Detroit Lions, donde lleva jugando tres temporadas.